# Apollo Records
Apollo Records est une label discographique indépendant américain, anciennement basé à New York, dans l'État de New York, actif entre 1944 et 1962. 

## Histoire

### Débuts
Au début des années 1940, les Berman et Siegel travaillent au Rainbow Record Shop sur la 125e rue à Harlem. Ils baptisent le label du nom de l'Apollo Theater, situé à proximité, et Siegel en est le premier président. Au départ, Apollo utilisait trois lignes de produits : une série 300, qui présentait des artistes de rhythm and blues et de jazz, et une série 100 qui proposait une variété de genres : gospel, calypso, musique country et comédie juive. À partir du numéro 188, la série 100 s'oriente exclusivement vers le gospel. La troisième ligne, à partir du numéro 750, est baptisée Jazz Masterworks. Apollo enregistre les chanteuses de rhythm and blues Dinah Washington et Wynonie Harris avant qu'elles ne deviennent célèbres sur d'autres labels.
En 1946, les Bermans signent Mahalia Jackson. Bien qu'elle soit considérée comme « la reine du gospel », elle n'a pas beaucoup enregistré. À la sortie de Move On Up a Little Higher de Jackson en janvier 1948, c'est un succès. Des heures supplémentaires sont ajoutées pour répondre à la demande de ce disque. Lors d'une réunion du conseil d'administration d'Apollo le 27 mai 1948, Siegel se retire et Bess Berman devient présidente. Berman était l'une des rares femmes cadres de l'ère 78. Ike Berman dirigeait l'usine de pressage qui fabriquait les disques Apollo. Dean Martin enregistre brièvement pour le label en 1947.

### Gospel
Pendant ses années les plus fastes, entre 1948 et 1952, Apollo se concentre sur le gospel. Mahalia Jackson devient l'artiste le plus vendeur d'Apollo. Apollo publie également des enregistrements des Roberta Martin Singers, The Dixie Hummingbirds, The Robert Anderson Singers, The Professor Alex Bradford Singers, Harold Ivory Williams and the Ivory Gospel Singers, Rev. B. C. Campbell and his Congregation, The Daniels Singers, et The Two Gospel Keys. Le révérend James Cleveland fait certains de ses premiers enregistrements avec Apollo dans The Gospelaires et dans The Gospel All-Stars, une session qu'il a dirigée et arrangée.

### Doo-wop
Bess Berman prend note de la popularité des groupes vocaux afro-américains portant le nom d'oiseaux, tels que The Orioles et The Ravens ; elle rebaptise les Selah Jubilee Singers sous le nom de The Larks et commence à les enregistrer dans du matériel populaire. Les Larks atteignent la cinquième place du classement RnB avec Eyesight to the Blind en 1951, mais le groupe se sépare en 1952. Berman rebaptise le Royal Sons Quintet The « 5 » Royales, et leur succès dépasse celui des Larks. En 1954, Apollo crée une division appelée Lloyd's Records qui se consacre au doo-wop, ajoutant une nouvelle version des Larks organisée sous la direction de leur seul membre restant, Gene Mumford.

### Déclin
En 1953, Hy Siegel part créer sa propre société, Timely Records. En 1954, Mahalia Jackson rejoint Columbia Records et les « 5 » Royales rejoignent King Records. Hill and Range annonce qu'ils poursuivent Berman, Apollo et Lloyd's pour contrefaçon, citant 20 enregistrements où des chansons protégées par le droit d'auteur de Thomas A. Dorsey et d'autres ont été publiées sur les étiquettes de Berman et créditées à Berman et Mahalia Jackson. Jackson écrit une lettre dans laquelle elle nie avoir eu connaissance d'un tel arrangement.
La deuxième version de The Larks ne se classe pas et, en 1955, le groupe se sépare. Au cours de l'année suivante, Apollo cesse de produire des 78 tours et son programme d'enregistrement de gospel, se concentrant sur les 45 tours pour le marché de la musique pop. Apollo produit de nombreux singles pendant cette période par des groupes tels que les Opals, les Romeos, les Gentlemen et les Casanovas, mais peu de ces disques ont rapporté de l'argent. Le dernier disque populaire est The Fire Burns No More par les Chesters en 1957. Handy Man est enregistré pour la première fois pour Apollo en 1959 par les Sparks of Rhythm, mais n'est devenu un succès que lorsque le chanteur Jimmy Jones l'a enregistré pour Cub Records en 1960. À cette époque, Apollo avait cessé d'enregistrer et se concentrait sur les rééditions, même sur le marché des 45 tours. Après que les Chester se sont rebaptisés Little Anthony and the Imperials et sont devenus des vedettes pour une autre maison de disques, leurs enregistrements pour Apollo réapparaissent sous le nom de Little Anthony. Dans les années qui suivent, Solomon Burke participe à plusieurs singles et à un LP.

## Groupes et artistes
Les principaux artistes du label sont : Piney Brown, Wynonie Harris, Illinois Jacquet, Mahalia Jackson, Alex Bradford, The Five Royals, The Larks, The Orioles et Allen Bunn.